# Salt Range
De Salt Range (Engels voor "zoutgebergte"; Urdu: سلسلہ کوہ نمک, salsal ko-eh-namak) is een middelgebergte in het noorden van Pakistan, in de provincie Punjab. Het gebergte is ongeveer 30 km breed en 200 km lang. Het strekt zich uit van de Indus in het westen tot de Jhelum in het oosten en zuidoosten, in de vorm van een naar het zuiden lopende boog. In het noorden grenst de Salt Range aan de hoogvlakte van de Pothohar, in het zuiden aan de laagvlakte van Punjab. Aan de westzijde van de Indus zet de bergrug zich voort onder de naam Surghar Range. De naam "Salt Range" komt van de meer dan honderd meter dikke lagen steenzout die aan de zuidzijde van het gebergte dagzomen. De hoeveelheid zout die hier gewonnen wordt is meer dan de totale zoutconsumptie van Pakistan. Ook worden in het gebergte natuursteen, steenkool en gips gewonnen. Dwars door het gebergte loopt de autobaan M2, die Lahore met Islamabad/Rawalpindi verbindt.

## Fysiografie
De Salt Range bestaat uit een serie parallel lopende, langgerekte bergkammen. De hellingen aan de noordzijde zijn gemiddeld genomen duidelijk vlakker dan die aan de zuidzijde.
Het hoogste punt in de Salt Range is de 1522 m hoge Sakaser. Andere hoge toppen zijn Chel (1124 m) en Tilla Jogian (975 m).

## Geologie
De Salt Range is de plek waar de meest zuidelijke overschuiving van de breukzones van de Grotere Himalaya aan het oppervlak ligt. Deze overschuiving is onderdeel van de Main Frontal Thrust, een serie vergelijkbare breuken die zich uitstrekt langs de gehele lengte van de Himalaya. De overschuivingen zijn veroorzaakt door de noordwaartse beweging van de Indische Plaat ten opzichte van Azië. Overal langs de Himalaya is de situatie hetzelfde: vanuit het noorden zijn stukken aardkorst opwaarts naar het zuiden geschoven.
De overschuivingen van de Main Frontal Thrust zijn onder de jongste en actiefste van de breukzones in de Grotere Himalaya. De overschuiving van de Salt Range bestaat bijvoorbeeld pas sinds ongeveer 10 tot 11 miljoen jaar geleden en accommodeert per jaar ongeveer 14 mm beweging (rond de 30% van de beweging van India ten opzichte van Tibet). Het schuiven van de gesteentemassa's was de directe oorzaak van het ontstaan (omhoogkomen) van de Salt Range.
De overschuiving ontstond in een mechanisch zwakke evaporietlaag in de Salt Range Formation, een geologische formatie die zijn naam aan het gebergte te danken heeft. Omdat evaporiet makkelijk ductiel kan vervormen, vinden langs de Salt Range relatief weinig aardbevingen plaats vergeleken met andere plekken langs de Main Frontal Thrust. Vlak voordat het zich voortbewegende materiaal in de ondergrond het oppervlak bereikt neemt de ductiliteit van zout echter drastisch af, zodat er een opeenhoping van zout plaatsvindt. Dit verklaart de enorme dikte van de zoutlagen in de Salt Range.
In de Salt Range zijn gesteentelagen uit het Neoproterozoïcum en Cambrium, maar ook het gehele Fanerozoïcum aan het oppervlak komen te liggen, omhoog gebracht langs de overschuiving. Daarom is het gebergte ook voor paleontologen van interesse, als vindplaats van fossielen.

## Geschiedenis
Volgens de legende zou het zoutvoorkomen in de Salt Range ontdekt zijn tijdens de veldtochten van Alexander de Grote in India, in 326 v.Chr.. Archeologische vondsten hebben echter aangetoond dat de zoutwinning al enkele eeuwen eerder bestond.
Er zijn aanwijzingen dat zich in de 4e eeuw in het gebied een belangrijk boeddhistisch centrum bestond. Uit de 6e tot vroege 11e eeuw zijn restanten van hindoeïstische tempels gevonden.
In Tulaja bevinden zich de ruïnes van een fort, die van later tijd moeten dateren vanwege de aanwezigheid van een moskee. De precieze periode is lastig te bepalen maar kan alles zijn tussen de Shahi's en de Mogols. De aanwezigheid van een grote watertank laat zien dat de verdedigers op lange belegeringen waren voorbereid.